# Rhabdosoma armatum
Rhabdosoma armatum är en kräftdjursart som först beskrevs av H. Milne Edwards 1840.  Rhabdosoma armatum ingår i släktet Rhabdosoma och familjen Oxycephalidae. Inga underarter finns listade i Catalogue of Life.